# Сомпхон Ситялын
Сомпон Ситялын — лаосский дипломат. Чрезвычайный и полномочный посол Лаосской Народно-Демократической Республики в Российской Федерации (2009—2011).

## Биография
В 1983 году окончил Международно-правовой факультет МГИМО. В 2005—2009 годах — чрезвычайный и полномочный посол Лаосской Народно-Демократической Республики в Словакии.
С 2009 года — посол ЛНДР в Российской Федерации. В качестве вновь назначенного посла, наряду с представителями других 11 государств, вручил верительную грамоту президенту России Дмитрию Медведеву 29 мая 2009 года.
В сентябре 2009 года посетил МГИМО, где встретился с руководителями вуза, студентами и преподавателями кафедры китайского, вьетнамского, лаосского и тайского языков.
Участник проходивших в Москве мероприятий, посвящённых 43-й годовщине АСЕАН. В 2011 году выступил с докладом на встрече представителей Лаоса и России в Торгово-промышленной палате РФ.
В 2009—2011 годах — чрезвычайный и полномочный посол Лаоса на Украине по совместительству.
В 2011 году Сомпхона Ситялына на посту чрезвычайного и полномочного посла сменил Тхиенг Буфа.
В 2012—2015 годах — чрезвычайный и полномочный посол Лаоса во Вьетнаме.